# Кьюсак, Сорча
Сорча Кьюсак (англ. Sorcha Cusack, род. 9 апреля 1949, Дублин) — ирландская актриса. Наиболее известна по главной роли в телесериале «Джейн Эйр» (1973),  а также по ролям в телесериалах «Катастрофа» (1994—1997), «Улица Коронации» (2008) и «Отец Браун» (2013—2019).

## Личная жизнь
Происходит из известной актёрской семьи Кьюсаков. Родилась в семье актёра Сирила Кьюсака (1910—1993) и его первой жены, актрисы Морин Кили (1920–1977). У неё есть старшая сестра Шинейд и младшая сестра Нив, которые также являются актрисами; а также младший брат   Патрик. Её единокровной сестрой является актриса Кэтрин. Тётка актёра Макса Айронса (сын Шинейд и актёра Джереми Айронса).
Кьюсак замужем за актёром Найджелом Куком (род. 1957), с которым у неё есть двое детей.

## Избранная фильмография
- Джейн Эйр (1973)
- Наполеон и любовь (1974)
- Ангел (1982)
- Сценарий (1990)
- Бун (1991)
- Инспектор Морс (1992)
- Шекспир: Великие комедии и трагедии (1992)
- Пуаро (1993)
- Мегрэ (1993)
- Прогулки (1993)
- Чисто английское убийство (1994)
- Катастрофа[англ.] (1994—1997)
- Большой куш (2000)
- Один из голливудской десятки (2000)
- Игра на поле (2002)
- Безмолвный свидетель (2003, 2011)
- Инспектор Линли расследует (2004)
- Подъём (2004)
- Кроличья лихорадка (2006)
- Мидлтаун (2006)
- Дэлзил и Пэскоу (2006)
- Судья Джон Дид (2006)
- Улица Коронации (2008)
- По-королевски (2009)
- Льюис (2011)
- Потерянное Рождество (2011)
- Белая жара (2012)
- Мерлин (2012)
- Личная жизнь (2012)
- Отец Браун (2013—2022)
- Мальчики миссис Браун (2014)
- Ривер (2015)
- Современная жизнь — отстой (2017)
- Открытие ведьм (2018—2022)